# Chen Ding
Chen Ding (陈定S, Chén DìngP; Dali, 5 agosto 1992) è un marciatore cinese, medaglia d'oro nei 20 km ai Giochi olimpici di Londra 2012 e primo cinese campione olimpico della specialità.
È allenato da Sandro Damilano presso la scuola mondiale di marcia di Saluzzo.

## Progressione

### Marcia 10 km
| Stagione | Risultato | Luogo     | Data      | Rank. Mond. |
| -------- | --------- | --------- | --------- | ----------- |
| 2012     | 39'51"    | Ordos     | 14-9-2012 | -           |
| 2011     | 40'02"    | Lugano    | 20-3-2011 | -           |
| 2010     | 38'23"    | Pechino   | 18-9-2010 | -           |
| 2009     | 40'30"    | Hūhéhàotè | 19-6-2009 | -           |
| 2008     | 40'12"    | Čeboksary | 10-5-2008 | -           |

### Marcia 20 km
| Stagione | Risultato | Luogo     | Data      | Rank. Mond. |
| -------- | --------- | --------- | --------- | ----------- |
| 2013     | 1h21'09"  | Mosca     | 11-8-2013 | -           |
| 2012     | 1h17'40"  | Taicang   | 30-3-2012 | -           |
| 2011     | 1h18'52"  | Taicang   | 22-4-2011 | -           |
| 2010     | 1h21'59"  | Rio Maior | 10-4-2010 | -           |
| 2008     | 1h20'16"  | Zhengzhou | 14-3-2008 | -           |

## Palmarès
| Anno | Manifestazione    | Sede           | Evento         | Risultato | Prestazione | Note                                     |
| ---- | ----------------- | -------------- | -------------- | --------- | ----------- | ---------------------------------------- |
| 2008 | Mondiali juniores | Bydgoszcz      | Marcia 10000 m | Argento   | 39'47"20    | Miglior prestazione personale            |
| 2012 | Giochi olimpici   | Londra         | Marcia 20 km   | Oro       | 1h18'46"    |                                          |
| 2013 | Mondiali          | Mosca          | Marcia 20 km   | Oro       | 1h21'09"    | Miglior prestazione personale stagionale |
| 2015 | Mondiali          | Pechino        | Marcia 20 km   | 9º        | 1h21'39"    |                                          |
| 2016 | Giochi olimpici   | Rio de Janeiro | Marcia 20 km   | 39º       | 1h23'54"    |                                          |

## Altre competizioni internazionali
2008
- in Coppa del mondo di marcia ( Čeboksary), 10 km - 40'12"

2010
- 5º in Coppa del mondo di marcia ( Chihuahua), 20 km - 1h23'49"

2012
- 9º in Coppa del mondo di marcia ( Saransk), 20 km - 1h21'05"